# Кодакио IV (Кампобасо)
Кодакио IV је насеље у Италији у округу Кампобасо, региону Молизе.
Према процени из 2011. у насељу је живело 20 становника. Насеље се налази на надморској висини од 727 м.